# Presto-Werke

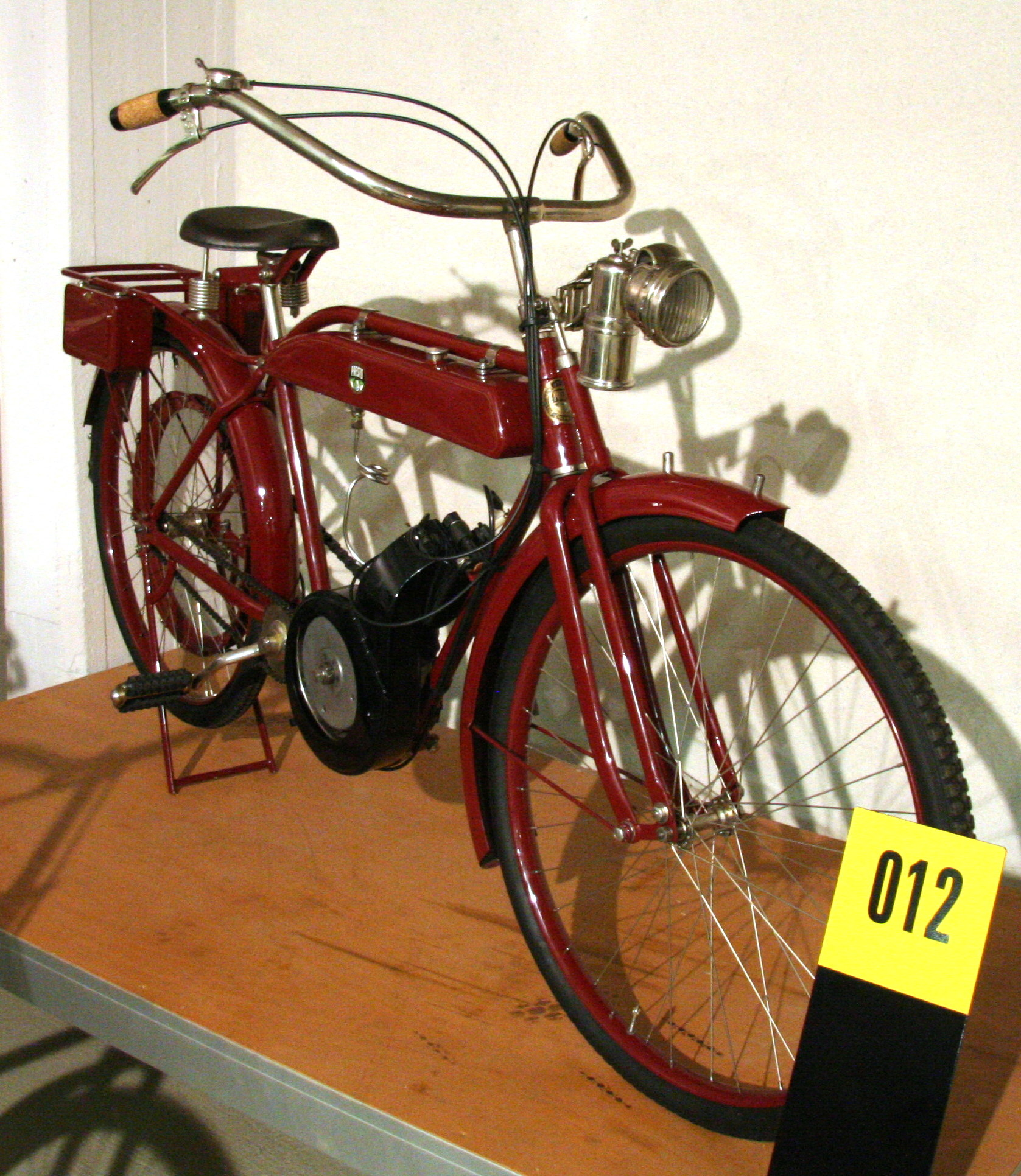
Presto 1,5 PS, 143 cm³, Baujahr 1925

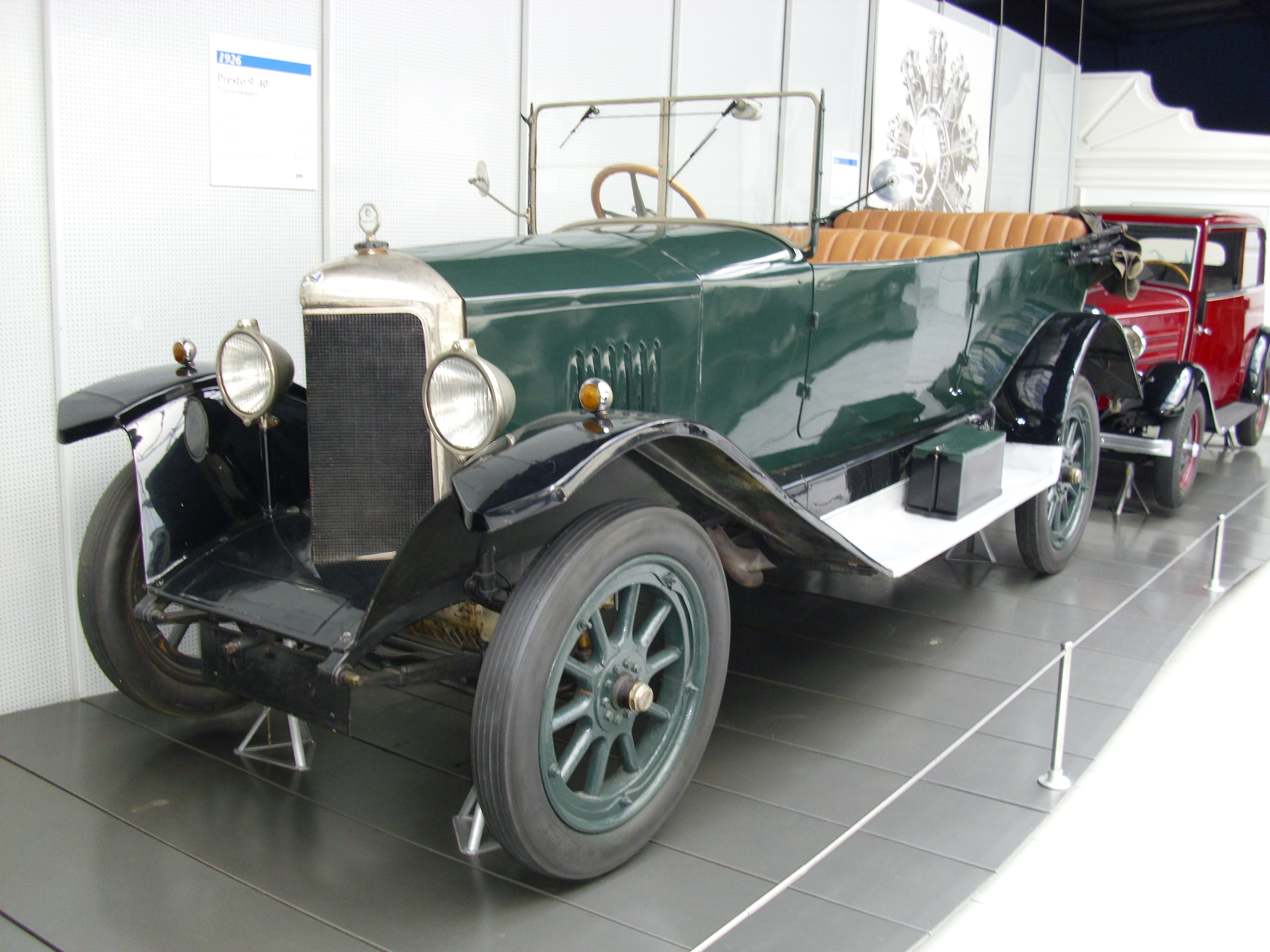
Presto Typ E (9/40 PS) von 1926

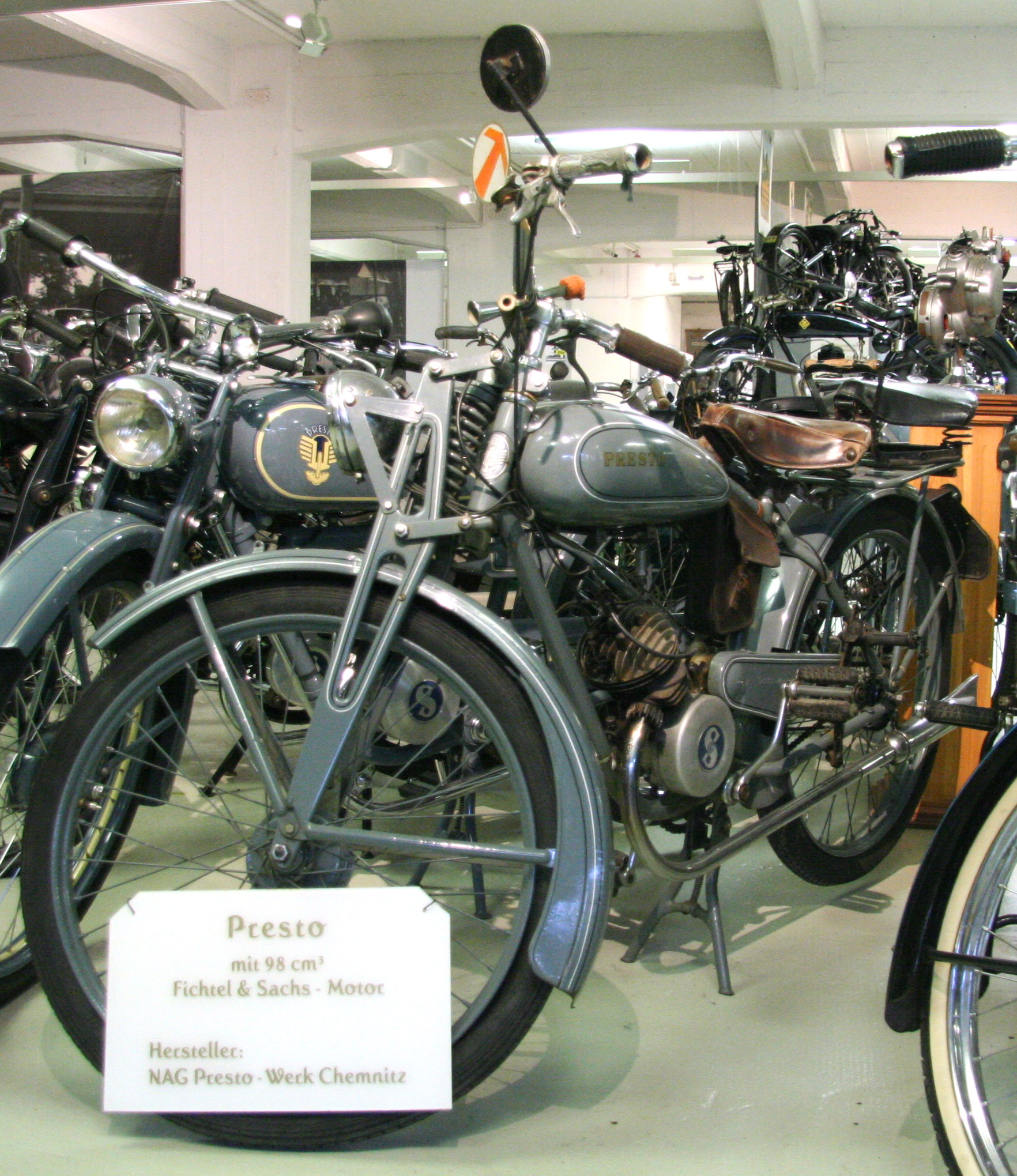
Presto Modell der NAG Presto-Werke Chemnitz

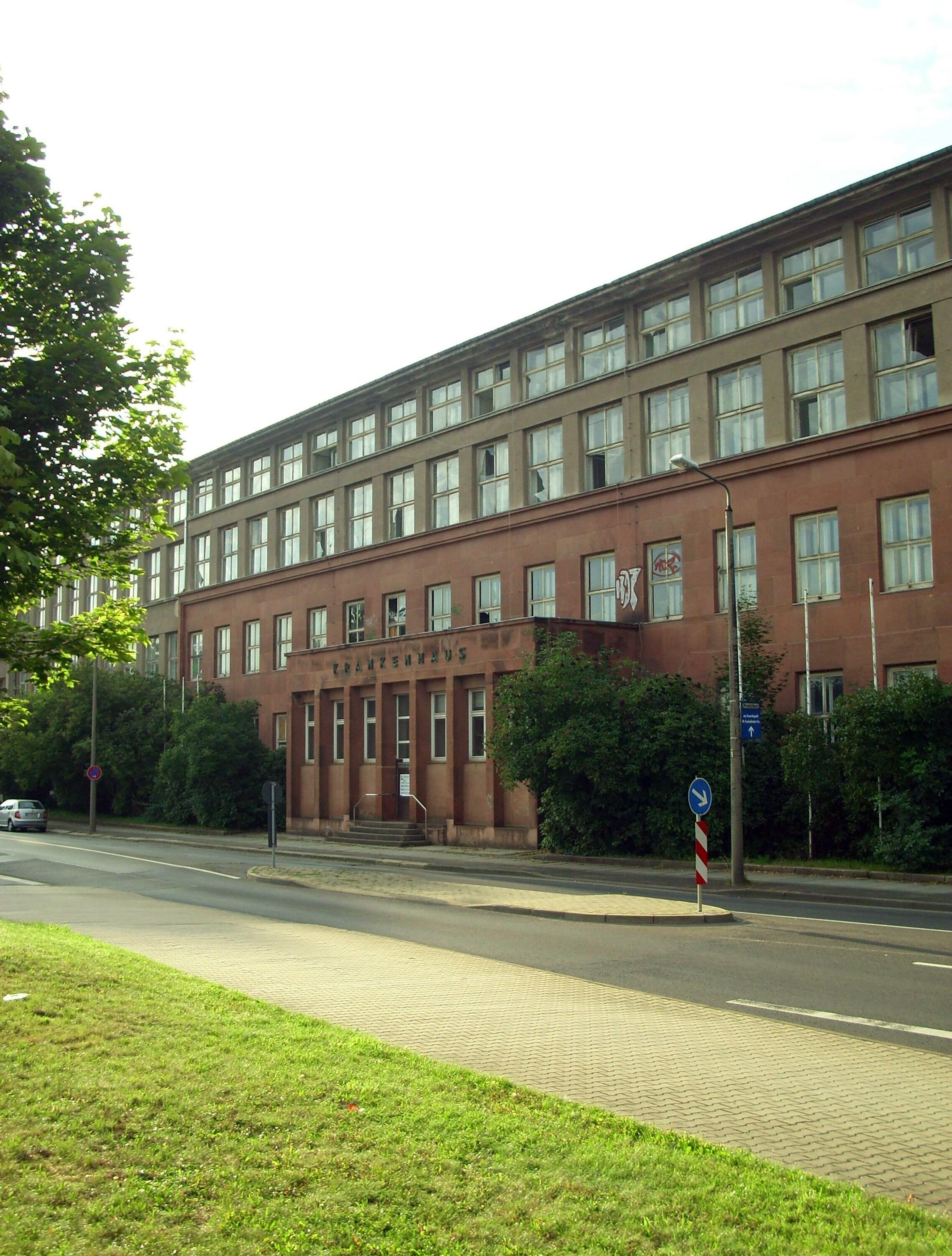
Die ehemaligen Presto-Werke in Chemnitz, später Sitz der Auto Union AG

Die Presto-Werke Günther & Co. waren ein deutscher Automobilhersteller mit Sitz in Chemnitz.

## Unternehmensgeschichte

### Gründung und erste Phase
Die Presto-Fahrradwerke Günther & Co. Kommanditgesellschaft wurden 1897 in Tharandt vom späteren Kommerzienrat Georg Günther als Fahrradfabrik gegründet. Schon im selben Jahr entstanden in Chemnitz in der Zwickauer Straße neue Werksanlagen. Ab 1901 wurden auch Motorräder hergestellt, mit Motoren von Minerva (Belgien) und Buchet (Frankreich).
Ab 1901 wurden Automobile des französischen Herstellers Delahaye vertrieben und ab 1907 auch in Lizenz hergestellt. Von den Wagen, die unter dem Namen Presto-Delahaye verkauft wurden, gab es drei Ausführungen:
- ein 10/12 PS mit Zweizylindermotor nach Lizenz Delahaye Type 28
- ein 18/25 PS mit Vierzylindermotor nach Lizenz Delahaye Type 21
- ein 45 PS mit Vierzylindermotor nach Lizenz Delahaye Type 27

Ab 1908 ließ Georg Günther Rennfahrzeuge mit bis zu elf Litern Hubraum herstellen, mit denen er in den Jahren 1908 bis 1910 mit mäßigem Erfolg an den Prinz-Heinrich-Fahrten teilnahm. Erst ab 1910 wurden eigene Vierzylinder-Fahrzeuge in Serie gefertigt. Im Sommer 1914 wurde kriegsbedingt die Fertigung eingestellt und erst 1921 mit dem vierzylindrigen Typ D wieder aufgenommen. Damals gehörte Presto zusammen mit Dux, Magirus und Vomag zum DAK (Deutscher Automobil-Konzern), der von 1918 bis 1926 bestand. Zusammen mit dem Nachfolgetyp E wurden bis 1927 etwa 8000 Autos gebaut. Bereits 1926 übernahm Presto die Dux-Werke in Leipzig. Anschließend begann die Serienproduktion von Sechszylindermodellen (Typ G) mit 50 PS und 55 PS Motorleistung, die aber mit vielen Kinderkrankheiten (Pleuel aus Aluminium und eine neuartige Motoraufhängung) auf den Markt kamen. Dies zerstörte den Ruf der bis dahin als solide angesehenen Marke: Die Rückrufaktion 1927/28, die Weltwirtschaftskrise, verbunden mit einem langen Streik der Metallarbeiter und damit verbundene Probleme bei der Rücklieferung an die Kunden schufen große Unzufriedenheit, sodass das Unternehmen in kürzester Zeit in wirtschaftliche Schwierigkeiten geriet. 1927 kaufte die Nationale Automobil-Gesellschaft (NAG) in Berlin die Werke auf (zum 1. Januar 1928 vollzogen) und baute die beiden Luxuswagen, Typ F und G, noch ein Jahr weiter. Dennoch entstanden in zwei Jahren nur 1000 Fahrzeuge dieser beiden Typen. Ende 1928 wurde die Produktion eingestellt, die Produktionsanlagen demontiert und zunächst nach Berlin (Firmensitz) verbracht. Später übergab die NAG diese Anlagen den Büssing-Werken in Braunschweig.

### Fahrrad- und Motorradproduktion
Produziert wurden fortan nur Fahrräder. Mit Beginn der 1930er Jahre waren nun kleine Motoren von Fichtel & Sachs mit 74 cm³ Hubraum verfügbar. Bereits in den 1920er Jahren hatte Presto einige Erfahrungen mit einem DKW-Einbaumotor, wie er im DKW Reichsfahrtmodell verwendet wurde, gesammelt und wurde ab 1930 einer der ersten Produzenten motorisierter Fahrräder. Es folgten zahlreiche weitere Modelle. Mit dem Einsatz größerer Motoren mit 98 cm³ Hubraum setzte Presto 1938–1939 kurzzeitig auch ILO-Motoren mit Kickstarter für die eigenen Fahrzeuge ein.
Die NAG verkaufte 1934–1935 die Werksanlagen an die neu gegründete Auto Union AG. Presto mietete Gebäude bei der Sachsenwerk Licht- und Kraft-A.G. in Altchemnitz an. Das Grundstück der früheren Pöge Elektricitäts-AG wurde später erworben.
Ende der 1930er Jahre musste auch Presto in zwei Abteilungen auf Rüstungsproduktion umstellen. Neben Fahrrädern kamen nun auch Gleisketten und Getriebe für Panzerfahrzeuge der Wehrmacht in die Fertigung. Ab 1943 wurde die Fahrradproduktion vollständig zugunsten der Kettenherstellung eingestellt, die bis zum Kriegsende 1945 nahezu einziges Tätigkeitsfeld der Prestowerke blieb. Letztlich mussten die übriggebliebenen Materialien an die Elite-Diamant-Werke in Siegmar-Schönau übergeben werden, lange Zeit einer der größten Konkurrenten der Presto-Werke.

### Nach dem Zweiten Weltkrieg
Bei den Luftangriffen auf Chemnitz im Zweiten Weltkrieg wurden auch die Presto-Werke zerstört. Nach dem Einmarsch der Roten Armee erfolgte die Demontage als Reparationsleistung und am 3. Oktober 1945 die Bestätigung über die „Herrenlosigkeit“ des Werkes. Die Presto-Werke hörten damit auf zu bestehen. Durch den Volksentscheid in Sachsen 1946 wurden die Prestowerke in Chemnitz als Rüstungsbetrieb zwei Jahre später zu Gunsten des Landes Sachsen enteignet. Der ehemalige Direktor Ernst-August Klemm in Olpe (Westfalen) versuchte noch bis 1950 erfolglos, die Enteignung anzufechten.
Die Leipziger Frühjahrsmesse 1949 war der letzte Auftritt der jetzt IFA Werk Presto genannten Firma. Gemeinsam mit Wanderer und Möve-Mühlhausen wurden Fahrräder präsentiert. In dem Prospekt zur Messe war zum letzten Mal offiziell das Logo der Prestowerke zu sehen. Bis 1950 wurde noch unter Verwendung des seit 1895 bestehenden Namens Presto produziert. Eines der letzten Produkte ist ein Zündverteiler, der für Framo-Motoren hergestellt wurde, da die übriggebliebenen Anlagen dem VEB Fahrzeugelektrik zugeteilt wurden. Hier lebte eine kleine Komponente des traditionsreichen Chemnitzer Fahrrad- und Automobilbaus bei Presto bis zum Ende der DDR weiter.

## PKW-Modelle 1910–1928
| Typ                | Bauzeitraum      | Zylinder | Hubraum  | Leistung        | Vmax    |
| ------------------ | ---------------- | -------- | -------- | --------------- | ------- |
| 8/22 PS            | 1910–1912        | 4 Reihe  | 2340 cm³ | 28 PS (20,5 kW) | 70 km/h |
| Typ P10 (10/35 PS) | 1912–1914        | 4 Reihe  | 2612 cm³ | 35 PS (25,7 kW) | 85 km/h |
| Typ P6 (6/18 PS)   | 1913–1914        | 4 Reihe  | 1544 cm³ | 18 PS (13,2 kW) | 65 km/h |
| Typ P8 (8/25 PS)   | 1913–1914 (1919) | 4 Reihe  | 2078 cm³ | 25 PS (18,4 kW) | 75 km/h |
| Typ D (9/30 PS)    | 1921–1925        | 4 Reihe  | 2350 cm³ | 30 PS (22 kW)   | 70 km/h |
| Typ E (9/40 PS)    | 1925–1927        | 4 Reihe  | 2350 cm³ | 40 PS (29 kW)   | 80 km/h |
| Typ F (10/50 PS)   | 1927–1928        | 6 Reihe  | 2613 cm³ | 50 PS (37 kW)   | 80 km/h |
| Typ G (12/55 PS)   | 1927–1928        | 6 Reihe  | 3119 cm³ | 55 PS (40 kW)   | 80 km/h |

Die Chemnitzer Marke Presto ist nicht zu verwechseln mit der gleichnamigen Fahrradmarke Presto aus den Niederlanden, die seit 1924 existiert.